# Aulonium ferrugineum
Aulonium ferrugineum är en skalbaggsart som beskrevs av Zimmermann 1869. Aulonium ferrugineum ingår i släktet Aulonium och familjen barkbaggar. Inga underarter finns listade i Catalogue of Life.